# لطر
لطر، روستایی از توابع بخش رودبار شهرستان شهرستان قزوین در استان قزوین ایران است. تبری زبان اصلی روستای لطر است.وضع طبیعی روستای لطر دهستان رودبارمحمدزمانی بصورت کوهستانی، دره‌ای یا تپه‌ای می‌باشد. و راه زمینی این روستا بصورت جاده خاکی می‌باشد. دره لطرکش واقع در الموت قزوین است این دره از روستای لطر شروع و به روستای هیر ختم می‌شود. این دره زیبا از حدود ۱۸ فرود زیبا تشکیل شده که بلندترین آن حدود ۲۲ متر است. در فصول پرآب این دره از درجه آبی بالای برخوردار بود و بهترین زمان پیمایش با توجه به قابلیتهای تیم اوایل تابستان می‌باشد.

## جمعیت
این روستا در دهستان رودبار محمد زمانی قرار دارد و براساس سرشماری مرکز آمار ایران در سال ۱۳۸۵، جمعیت آن ۳۰۰نفر (۱۳۰خانوار) بوده است.